# Max Scheler
 (mars 2010).
Si vous disposez d'ouvrages ou d'articles de référence ou si vous connaissez des sites web de qualité traitant du thème abordé ici, merci de compléter l'article en donnant les références utiles à sa vérifiabilité et en les liant à la section « Notes et références ».
Pour les articles ayant des titres homophones, voir Sheller et Johann Gerhard Scheller.
Max Scheler, né à Munich le 22 août 1874 et mort à Francfort-sur-le-Main le 19 mai 1928, est un philosophe et sociologue allemand.

## Biographie

### Famille
Sa mère est une juive orthodoxe ashkénaze, qui pousse son père à se convertir au judaïsme. Aussi l'éducation catholique prodiguée au Ludwigsgymnasium de Munich met-elle le jeune Scheler au contact d'antagonismes confessionnels et philosophiques, notamment par l'émergence des idées marxistes et évolutionnistes.

### Parcours universitaire
Max Scheler étudie deux ans la médecine à Munich et Berlin (1894-95), mais les conférences de Theodor Lipps, Wilhelm Dilthey et Georg Simmel le décident à s'inscrire en faculté de philosophie : il soutient sa thèse de doctorat en 1897 sous la direction de Rudolf Eucken (1846–1926), et sa thèse d'habilitation (« La méthode transcendantale et la méthode psychologique ») à l'université d'Iéna en 1899. Il est professeur à l'université de Iéna de 1900 à 1906 puis à Munich de 1907 à 1910. Ses premières œuvres sont marquées par l'influence de Nietzsche et de sa philosophie des valeurs et des intuitions (en particulier le concept de ressentiment développé dans la Généalogie de la morale).
En 1902, il rencontre Edmund Husserl dont la pensée (la phénoménologie) le marquera durablement bien qu'il n'ait jamais été son étudiant. En 1910-1911, il donne un cours à la société philosophique de Göttingen. De 1919 à sa mort, il enseigne la philosophie et la sociologie à l'université de Cologne.

## Travaux et postérité
Il est considéré de son temps comme l'un des chefs de file de la phénoménologie (avec Nicolai Hartmann, notamment) à laquelle il donne toutefois quelques accents mystiques. Avant sa rupture avec l'Église, il contribue largement au renouvellement de la tradition catholique — Karol Wojtyla, le futur pape Jean-Paul II, qui comptait parmi ses admirateurs, lui consacre sa thèse de 1953. Mais l'entreprise principale de Scheler est la fondation d'une discipline nouvelle, l'anthropologie philosophique, et sa contribution au développement de la sociologie de la connaissance (Wissensoziologie).
Sa mort subite par apoplexie l'empêche de publier plus que les prémices de ce projet (La Situation de l'homme dans le monde publié l'année de son décès). Ses élèves Helmuth Plessner et Arnold Gehlen développent cette approche de l'humain dont ils revendiquèrent ensuite la paternité. 
Les réflexions sociologiques de Scheler marquent un tournant audacieux dans l'histoire de la sociologie en tentant un rapprochement entre la démarche des sciences humaines et la phénoménologie (dont le primat subjectiviste et l'importance accordée à la conscience ne vont pas de soi dans le cadre souvent objectiviste de la sociologie).
Cette nouvelle perspective aura un écho, notamment, dans les travaux des sociologues Alfred Schütz, Peter Berger et Thomas Luckmann (La Construction sociale de la réalité).

## Œuvres
- Zur Phänomenologie und Theorie der Sympathiegefühle und von Liebe und Haß, 1913
- Über Scham und Schamgefühl, 1913
- Der Genius des Kriegs und der Deutsche Krieg, 1915
- Der Formalismus in der Ethik und die materiale Wertethik, 1913-1916
- Vom Umsturz der Werte, 1919
- Neuer Versuch der Grundlegung eines ethischen Personalismus, 1921
- Vom Ewigen im Menschen, 1921
- Probleme der Religion. Zur religiösen Erneuerung, 1921
- Wesen und Formen der Sympathie, 1923 (nouvelle édition du titre de 1913 Zur Phänomenologie...)
- Schriften zur Soziologie und Weltanschauungslehre, 3 vol., 1923-1924
- Die Wissensformen und die Gesellschaft, 1926
- Der Mensch im Weltalter des Ausgleichs, 1926
- Die Stellung des Menschen im Kosmos, 1928
- Philosophische Weltanschauung, 1929
- Gesammelte Werke, 15 vol., 1954-1998

### Traduites en français
- La Pudeur, trad. M. Dupuy, Paris, Aubier, 1952
- Le Formalisme en éthique et l'éthique matériale des valeurs : essai nouveau pour fonder un personnalisme éthique, trad. M. de Gandillac, Paris, Gallimard, 1991
- L'Homme du ressentiment, trad. non signée, Paris, Gallimard, 1933, rééd. 1970 ; rééd. Carmin, trad. fr. Radu Stoenescu, 2021 ; rééd. Bartillat, Paris, trad. fr. Jean Lacoste, 198 p., 2022  (ISBN 978-2841007301)
- L'Idée de paix et le pacifisme, trad. R. Tandonnet, Paris, Aubier, 1953
- Nature et formes de la sympathie : contribution à l'étude des lois de la vie affective, trad. M. Lefebvre, Paris, Payot & Rivages, 1950, 2003
- Mort et survie suivi de Le Phénomène du tragique, trad. M. Dupuy, Paris, Aubier, 1952
- Problèmes de sociologie de la connaissance, trad. S. Mesure, Paris, PUF, 1993
- Le Sens de la souffrance suivi de deux autres essais Repentir et renaissance, Amour et connaissance, trad. P. Klossovsky, Paris, Aubier, 1936
- La Situation de l'homme dans le monde, trad. M. Dupuy, Paris, Aubier, 1951
- Six Essais de philosophie et de religion, trad. P. Secrétan, Éditions universitaires de Fribourg, 1996
- Trois Essais sur l'esprit du capitalisme, trad. P. Lang, Nantes, Editions Cécile Defaut, 2016 ; rééd. Éditions des Compagnons d'humanité, coll. "Bibliothèque des liens", 232 p., 2022  (ISBN 978-2493296023)